# Lisa de Londres
Lisa de Londres (c. 1220-1250) est une trobairitz, une compositrice en vieil occitan. Son œuvre n'est connue que par trois vers traduits en  italien dans le Reggimento e costumi di donna de Francesco da Barberino (mort en 1348), qui la mentionne également dans ses Documenti d'amore.
On ne sait pas très bien de quel genre de poème les trois vers sont tirés, peut-être une tenson, un ensenhamen ou une Cobla esparsa (en). Dans un tenso avec Hugolin de Forcalquier, Beatritz de Dia semble faire allusion à ce poème de Lisa de Londres. Dans ses Documenti, Barberino donne également un résumé en latin d'une tenson de six strophes entre Lisa (appelée domina Lysa) et Felip Engles sur l'amour courtois. D'après les seuls résumés en latin, l'œuvre apparaît « magistrale », selon la philologue allemande Angelica Rieger.
L'identification précise de Lisa de Londres est problématique. Saverio Guida et Gerardo Larghi ont identifié Lisa à Salvatja de Londra, la juge d'un jeu parti entre Lanfranco Cigala et un certain Lantelm,, tandis que le philologue français Antoine Thomas a suggéré quant à lui que Lisa est la même personne qu'Auliane de Anglia, mentionnée elle aussi par Francesco da Barberino.
« Londres » a parfois été considéré comme faisant référence à Londres (par Friedrich Christian Diez notamment), en partie sur la base du fait que le nom de son interlocuteur dans la tenson résumée par Barberino, Felip Engles, signifie « Philippe l'Anglais ». Il s'agit cependant plus vraisemblablement d'un lieu du Sud de la France. Des lieux dans l'Hérault, le Gard, les Bouches-du-Rhône et le Lot-et-Garonne ont été proposés, et Angelica Rieger opte pour Saint-Martin-de-Londres.